# Schocken Books
Schocken Books (Schocken Verlag) este o editură înființată la Berlin în 1931 de către Salman Schocken, proprietarul lanțului de magazine Schocken. Ea a avut inițial un birou editorial la Praga și a publicat scrierile lui Martin Buber, Franz Rosenzweig, Franz Kafka și Șmuel Iosef Agnon, printre altele.
După ce a fost închisă de naziști în 1939, ea s-a relocat în Palestina aflată sub mandat britanic sub numele de Schocken Publishing. În 1945 s-a mutat la New York.
În 1987 a intrat în componența grupului Random House. Schocken continuă să publice opere literare evreiești.

## Opere literare publicate în engleză
| - The Trial - The Castle - Amerika - The Diaries 1910-1923 - Letters to Felice - Letters to Ottla - Letters to Milena - Letters to Family, Friends, and Editors - The Complete Stories - The Sons - The Penal Colony - The Great Wall of China - Dearest Father Ediții bilingve - The Metamorphosis - Parables and Paradoxes - Letter to His Father - Illuminations - Reflections - Major Trends in Jewish Mysticism - The Messianic Idea in Judaism - On the Mystical Shape of the Godhead - On the Kabbalah and its Symbolism - Zohar: The Book of Splendor | - The Promise of Politics - The Jewish Writings - Responsibility and Judgment - Essays in Understanding, 1930-1954 - The Origins of Totalitarianism - The Time of the Uprooted - Somewhere a Master - Wise Men and Their Tales - The Judges - Legends of Our Time - After the Darkness - And the Sea Is Never Full - The Testament - The Fifth Son - A Beggar in Jerusalem - All Rivers Run to the Sea - The Trial of God - Twilight - The Gates of the Forest - The Town Beyond the Wall - The Forgotten - From the Kingdom of Memory - The Oath - Rashi |

## Vezi și
- Bücherei des Schocken Verlag